# Allium reuterianum
Allium reuterianum — вид трав'янистих рослин родини амарилісові (Amaryllidaceae), населяє Східні Егейські острови й Західну Туреччину.

## Опис
Цибулина куляста, діаметром 1–1.5 см; зовнішні оболонки перетинчасті, чорнуваті. Стебло 10–12.5 см, звивисте. Листків 2–3, 1–2 мм завширшки, глибоко борозенчасті, вигнуті, рівні або довші від стебла. Зонтик кулястий, діаметром 1–1.5 см, щільний. Оцвітина кулясто-дзвінчаста; сегменти рожевуваті, винно-червоні, темно-малинові або червонувато-бордові, 3–3.5 мм, яйцеподібно-довгасті, тупі. Коробочка яйцеподібна, 2–2.5 мм, входить в оцвітину.

## Поширення
Населяє Східні Егейські острови й Західну Туреччину.
Зростає на кам'янистих схилах гір на вапнякових утвореннях на висоті 1800–2100 м та квітує з липня по серпень.